# 浔阳晚报
浔阳晚报是中華人民共和國江西省九江市的一份都市類報紙，由九江日报社主办，创刊于1996年10月1日。浔阳晚报創辦初期是一份4开4版、发行量為几千份的周报，後版面擴大至4开16至32版、
发行量擴大至近5万份。